# カンボジア大学
カンボジア大学（カンボジアだいがく、クメール語: សាកលវិទ្យាល័យកម្ពុជា、英称: University of Cambodia）は、カンボジアのプノンペン特別市に2003年に開学した私立大学。学長はカオ・キム・ホルンで、総長は日本人の半田晴久（神道系新宗教ワールドメイト代表・深見東州）が務める。

## 概要
UCは2003年6月23日 にカンボジア王国総理大臣、創業者、カンボジア大学理事会理事長のKao Kim Hourn博士 と、カンボジア王国顧問・国際芸術文化財団創設者兼会長・カンボジア大学の学長 の半田晴久 によって創設された。UCはカンボジア王国政府 とカンボジア認定委員会（ACC） の認定を受けており、カンボジア高等教育協会（CHEA) のメンバーでもある。 
大学の標語は、「知識、知恵、明日のリーダーを追求する」である。 大学の使命とビジョンは、分析問題解決スキルと批判的思考能力を開発、向上、改良することで、社会の中でリーダーシップの役割を果たすためにあらゆる年齢のカンボジア人を準備することに焦点を当てている。
カンボジアの大学はアメリカのクレジットベースのシステムをモデル として使用し、プログラムは英語の媒体 を通して教えられる。
2013年には、同じのようにUCプログラムを提供しているが、クメール語（カンボジア語）の言葉で教えられているクメールトラックが発足した。続いて、UCは既存の国際線の英語プログラムの名称を変更した。
大学は、芸術、人文学部、教育学部、法学部、メディア・コミュニケーション学部 科学技術学部、社会科学学部、テチョ・セン政府学校とインターナショナル・リレーションズ 、トニー・フェルナンデス・スクール・オブ・ビジネス（以前はマネージメン大学） の8つのカレッジと学校を通じて、財団年度、準学士号、学士号、修士号および博士号プログラムを提供するよう組織されている。さらに、大学院の大学院は大学の大学院プログラム を監督している。
UCは、大学のカレッジや学校と連携して、学術分野の研究と訓練を調整するための特定の研究所とセンターを設置している。 そして、大学は、研究高等研究所（IRAS） 、研究開発機関（CRC）、ASEAN研究センター（ASC） 、スキル・キャリア開発センター（SCDC） 、英語研究センター（CES） 、英国研究センター、アジア・リーダーシップ・センター（ALC) を運営している。さらに、大学は2005年5月にアジア経済フォーラム（AEF） を始め、アジアの信仰開発対話（AFDD）を含む数多くのシンクタンクを設立した。

## アカデミック

### カレッジと学校
カンボジアの大学には6つの大学と3つの学校がある。それは芸術、人文学部（CoAHL）、教育学部（CoE）、法学部（CoL）、メディアとコミュニケーション学部（CMC）、科学と 技術学部（CoST）、社会科学（CoSS）、テチョ・セン政府学校とインターナショナル・リレーションズ（TSS）、そして、トニー・フェルナンデス・スクール・オブ・ビジネストニー・フェルナンデス・スクール・オブ・ビジネス（以前はマネージメン大学) のような、大学では、さまざまな専攻分野で、準学士号、学士号、修士号および博士号プログラムを取得している。 Eduniversal によれば、その3つの修士課程のプログラムは、極東アジアの分野のトッププログラムの一部としてランクされている。

#### 芸術、人文学部（CoAHL）
カンボジア大学の芸術・人文・言語学部は、1つの準学士号（AA）、3つの学士号（BA）、1つの修士号（MA）の合計5つのプログラムを提供している。
- 準学士号学位：社会事業（国際とクメール語トラック)[33]
- 学士号学位：アジア研究（国際トラック）、英語と文学（国際トラック）、社会事業（国際クメールトラック）。
[34]
- 修士号学位：英語を外国語として教える。[35]

#### 教育学部（CoE）
カンボジア大学の教育学部は、1つの準学士号（AA）「46」、3つの学士号（BA）,、１つの修士号（MA） 、 1つの博士号（PhD) の合計６つのプログラムを提供している。
- 準学士号学位：教育科学
- 学士号学位：教育、教育管理、カリキュラムの設計と教育
- 修士号学位：教育管理[40]
- 博士学位：教育管理[41]

#### 法学部（CoL）
カンボジア大学の法学部は、3つの学士号（BA）、1つの修士号（MA）、 1つの博士号（PhD）の合計5つのプログラムを提供している。
- 学士号学位：法律、公法、民法[43]
- 修士号学位：国際法[44]
- 博士学位：国際法[45]

#### メディアとコミュニケーション学部（CMC）
カンボジア大学のメディアとコミュニケーション学部は3つの学士号（BA） の合計3つのプログラムを提供している。さらに、メディアコミュニケーション学部は８つの短期コース を提供している。CMCは、メディアとコミュニケーション分野の学生の教育と学習の実践を支援する独自のメディアとコミュニケーション・システムを持つ、国内の唯一の大学によって設立された。近くの東南アジアのテレビ（SEATV）、東南アジアのラジオやFM 106、東南アジアの生産と提携している。
- 学士号学位：メディアアートと研究、コミュニケーション研究とビジュアルコミュニケーション[48]

#### 科学と技術学部（CoST）
カンボジア大学の科学と技術学部は、1つの準学士号（AA）、3つの学士号（BA）、3つの修士号（MA）の合計7つのプログラムを提供している。
- 学士号学位：コンピュータサイエンス[50]
- 修士号学位：コンピュータサイエンス、電子・電気通信、情報技術
- 博士学位：コンピュータサイエンス、電子・電気通信、情報技術[51]

#### 社会科学学部（CoSS）
カンボジア大学の社会科学学部は、5つの学士号（BA）、3つの修士号（MA）、2つの博士号（PhD）の合計10のプログラムを提供している。
- 学士号学位：開発研究、国際関係、政治学、行政、公共政策[53]
- 修士号学位：開発研究、平和研究、政治学[54]
- 博士学位：平和研究と政治学[55]

#### テチョ・セン政府学校とインターナショナル・リレーションズ（TSS）
カンボジア大学のテチョ・セン政府学校とインターナショナル・リレーションズ（TSS）は、12の学位で、6つの修士号（MA）と6つの博士号（PhD） を提供している。さらに、TSSは非団体の研究を行っている。 TSSは建物の10階にある。 
- 修士号学位：ASEAN研究（MAS）、外交と交渉（MDN）、国際関係（MIR）、行政（MPA）、公共経営（MPM）、公共政策（MPP[58]
- 博士学位：ASEAN研究（DAS）、外交交渉（DDN）、国際関係（DIR）、行政（DPA）、公共経営（DPM）、公共政策（DPP）[59]

#### トニー・フェルナンデス・スクール・オブ・ビジネストニー・フェルナンデス・スクール・オブ・ビジネス （以前はマネージメン大学）
2017年5月10日、UC ビジネス学校は、AirAsiaグループのTony Fernandesグループ最高責任者の変わりに、トニー・フェルナンデス・スクール・オブ・ビジネストニー・フェルナンデス・スクール・オブ・ビジネスに改称された。トニー・フェルナンデス・スクール・オブ・ビジネスは、７つの準学士号（AA）、8つの学士号（BA）、8つの修士号（MA）、1つの博士号（PhD）の合計24のプログラムを提供している。

- 準学士号学位：会計、経済学、金融と銀行業務、人事管理、マーケティング、マネジメント、組織開発
- 学士号学位： 会計、経営管理、経済学、金融・銀行業、ホスピタリティ・ツーリズムマネジメント、人事管理、国際ビジネス、マーケティング[61]
- 修士号学位：会計、経営管理、経済学、金融・銀行業、ホスピタリティ・ツーリズムマネジメント、人事管理、国際ビジネス、マーケティング[62]
- 博士学位：経営管理[63]

トニー・フェルナンデス・スクール・オブ・ビジネスは、高品質な指導と強い地域的影響力で、「2つの優雅さ」をもって、カンボジアでトップビジネス学校としてEduniversalに上位された。

#### 大学院研究科（SGS）
大学院研究科は、すべてのカレッジや学校と連携して、UCの提供に関する情報と大学院の学位を将来の学生に普及させる。また、UCでの大学院生の指導にも携わり、疑問に答える。そして、大学院研究科は、UCの一部拡大の言質で、学生の質と選択の両方を強化している。24の修士号プログラムと11の博士号プログラムを監督している。また、UC Occasional Paper Seriesの調整と出版を担当している。

#### 学部研究科（SUS）
教育部、青少年部、およびスポーツ部が承認した大学院の学校は、現在6つの大学と1つの学校のすべての学部プログラムの調整機関であり、現在9つの準学士号プログラムと29の学士号プログラムを提供している。
SUSは、学部レベルでの学術的な訓練、ガバナンス、マネジメント、研究の強化を目的としており、カンボジアと海外の両方で同様の学術プログラムを持つ他の学校との協力や協力を促進している。

### 登録
いま、カンボジア大学で登録した学生は3,500人いる。

## 施設
メインキャンパスは11階建ての建物である。本館1階のアンコール時代にカンボジアの王であったSamdech Preah Javaraman VIIの像がある。

### 施設の立ち上げ
カンボジアの大学には、国、著名な国際機関、ダイナミックな民間企業、影響力のある市民の後に、学校、大学、学科、教室、教授陣の名前を変更する慣行がある。例えば、テコ・セ・セン・インターナショナル・リレーションズはカンボジアの首相、サムデッチ・テック・ハン・セーン、トニー・フェルナンデス・スクール・オブ・ビジネスの名前にちなんで名付けられた。エア・アジアのCEOタン・トリー・フェルナンデスにちなんで命名された。正式に就任した9つの部屋と講堂が現在ある。 Techo Sen政府と国際関係学院は、キャンパスの10階にあるASEAN加盟国の後に部屋名を付け、世界経済フォーラムの後に1ホールを捧げた。 9階には、ASEAN Dialogue Partnersにちなんで名付けられた教室と講堂があり、UCはすべての大使館に正式に指定された部屋を開設し、飾ることを呼びかけている。

### Toshu Fukami図書館
10万冊以上の本や雑誌や新聞などがある。E-libraryでもASEAN Resource Centerも含まれ、ASEAN に関連する書籍をコレクションしている。

### 研究所
4つの研究所、コンピューター修理研究所、ITセンター研究所、言葉、マルチメディア研究所とネットワーキング研究所 がある。